# Samsung Galaxy S III Mini
De Samsung Galaxy S III Mini is een smartphone van het Zuid-Koreaanse conglomeraat Samsung en werd aangekondigd op 11 oktober 2012. De naam wijst op het feit dat het een kleinere versie van de Samsung Galaxy S III is. De telefoon is sinds november 2012 beschikbaar bij diverse Nederlandse telecomproviders in de kleuren wit, donkergrijs en donkerblauw.

## Scherm
De Mini heeft een capacitief Super amoled-aanraakscherm van 4 inch. Het scherm is opgebouwd met de PenTile-indeling, een techniek waarbij pixels op een bepaalde manier worden gerangschikt. Dit type schermen wordt over het algemeen als minder "kleurecht" beschouwd. De verschillen zijn bij extreem inzoomen goed te zien. Het scherm laat de gebruiker tevens 16 miljoen kleuren zien met een resolutie van 800 bij 480 pixels, wat neerkomt op een pixeldichtheid van 233 ppi.

## Software
De smartphone maakt gebruik van het besturingssysteem Google Android versie 4.1, ook wel Jelly Bean genoemd. Boven op het besturingssysteem heeft Samsung een eigen grafische schil gelegd, TouchWiz, vergelijkbaar met HTC's Sense UI. Samsung heeft de interface drastisch veranderd van een cartooneske gebruikersomgeving in een wat rustigere, natuurgebaseerde uitstraling.

## Mogelijkheden
De Galaxy S III Mini is voorzien van tal van softwarefuncties en hardwareaccessoires waaronder:
| Mogelijkheid              | Beschrijving |
| ------------------------- | --- |
| Smart Stay                | De telefoon blijft aan wanneer de gebruiker naar het scherm blijft kijken, kijkt de gebruiker x aantal seconden niet naar het scherm zal het scherm op stand-by gaan.                                      |
| Direct Call               | Belt een beller op wanneer de gebruiker zijn of haar telefoon naar het oor verplaatst. |
| Pop-Up Play               | Laat een video en andere activiteiten op hetzelfde moment zien/draaien in een aparte venster. |
| S Voice                   | Een spraakherkenningsprogramma vergelijkbaar met Apples Siri. Nederlandse spraakherkenning wordt niet ondersteund.                                                                                         |
| Draadloos opladen         | Met de Galaxy S III is het mogelijk draadloos op te laden, al moet het toestel zich binnen een vrij beperkte afstand bevinden en wordt deze functie er niet standaard bijgeleverd.                         |
| S Beam                    | Met S Beam, de geüpgradede variant van de NFC-techniek die Samsung ook al in de Galaxy Nexus presenteerde, kun de Galaxy in de buurt van eenzelfde toestel geplaatst worden en inhoud snel gedeeld worden. |
| Video Hub en Game Hub 2.0 | Dit zijn een soort 'portalen', waarmee eenvoudig video's en spelletjes beheerd kunnen worden. |
| Buddy Photo Share         | Kan gezichten van vrienden waarvan foto’s in de telefoon zijn opgeslagen herkennen. Vanuit Gallery kunnen zo heel makkelijk foto's van vrienden die op de foto staan gestuurd worden.                      |